# NGC 4538
NGC 4538 је спирална галаксија у сазвежђу Девица која се налази на NGC листи објеката дубоког неба.
Деклинација објекта је + 3° 19' 25" а ректасцензија 12h 34m 40,8s. Привидна величина (магнитуда) објекта NGC 4538 износи 14,4 а фотографска магнитуда 15,2. NGC 4538 је још познат и под ознакама MCG 1-32-105, CGCG 42-161, ARAK 378, VCC 1576, IRAS 12320+0336, PGC 41850.